# NK Solin
Nogometni Klub Solin is een Kroatische voetbalclub uit Solin.
De club speelde in de Kroatische tweede klasse van de oprichting in 1992 tot 2014. Na twee seizoenen in de derde klasse kon de club terug promoveren. 

## Erelijst
| Nationaal                   |    |      |
| Kampioen Tweede liga (Zuid) | 1x | 1992 |

## Eindklasseringen vanaf 1992
| Seizoen | Competitie  | Niveau | Eindstand | Beker     | Opmerking                                             |
| ------- | ----------- | ------ | --------- | --------- | ----------------------------------------------------- |
| 1992    | 2. HNL-Zuid | II     | 2         | --        | play-off om kampioenschap > Primorac Stobreč: 1-1/1-2 |
| 1992/93 | 2. HNL-Zuid | II     | 3         | --        |                                                       |
| 1993/94 | 2. HNL-Zuid | II     | 12        | --        |                                                       |
| 1994/95 | 2. HNL-Zuid | II     | 3         | --        |                                                       |
| 1995/96 | 2. HNL-Zuid | II     | 3         | --        |                                                       |
| 1996/97 | 2. HNL-Zuid | II     | 9         | 1e ronde  |                                                       |
| 1997/98 | 2. HNL-Zuid | II     | 3         | --        |                                                       |
| 1998/99 | 2. HNL      | II     | 11        | --        |                                                       |
| 1999/00 | 2. HNL      | II     | 8         | --        |                                                       |
| 2000/01 | 2. HNL      | II     | 7         | --        | pd-wedstrijden > NK Marsonia: 5-2/0-3                 |
| 2001/02 | 2. HNL-Zuid | II     | 5         | --        |                                                       |
| 2002/03 | 2. HNL-Zuid | II     | 5         | --        |                                                       |
| 2003/04 | 2. HNL-Zuid | II     | 5         | --        |                                                       |
| 2004/05 | 2. HNL-Zuid | II     | 3         | --        |                                                       |
| 2005/06 | 2. HNL-Zuid | II     | 9         | --        |                                                       |
| 2006/07 | 2. HNL      | II     | 5         | --        |                                                       |
| 2007/08 | 2. HNL      | II     | 12        | --        |                                                       |
| 2008/09 | 2. HNL      | II     | 7         | --        |                                                       |
| 2009/10 | 2. HNL      | II     | 5         | --        |                                                       |
| 2010/11 | 2. HNL      | II     | 6         | --        |                                                       |
| 2011/12 | 2. HNL      | II     | 11        | --        |                                                       |
| 2012/13 | 2. HNL      | II     | 2         | --        |                                                       |
| 2013/14 | 2. HNL      | II     | 11        | --        |                                                       |
| 2014/15 | 3. HNL-Zuid | III    | 2         | --        |                                                       |
| 2015/16 | 3. HNL-Zuid | III    | 1         | --        |                                                       |
| 2016/17 | 2. HNL      | II     | 3         | 8e finale |                                                       |
| 2017/18 | 2. HNL      | II     | 9         | --        |                                                       |
| 2018/19 | 2. HNL      | II     | 10        | --        |                                                       |
| 2019/20 | 2. HNL      | II     | 15        | --        | Geen degradatie vanwege coronapandemie.               |
| 2020/21 | 2. HNL      | II     | 16        | --        |                                                       |
| 2021/22 | 2. HNL      | II     | 8         | --        | Liga topscorer ex aequo: Ivan Durdov (13)             |
| 2022/23 | 1. HNL      | II     | 8         | 1e ronde  |                                                       |
| 2023/24 | 1. HNL      | II     | 12        |           |                                                       |
| 2024/25 | 2. HNL      | II     | III       | .         | --                                                    |